# Susie Cooper
Pour les articles homonymes, voir Cooper.
Susan Vera Cooper OBE (29 octobre 1902 - 28 juillet 1995) est une céramiste anglaise. Elle est considérée avec Clarice Cliff et Charlotte Rhead comme une figure emblématique de la poterie de Stoke-on-Trent, où elle a exercé des années 1920 aux années 1980.

## Vie et travail
Née à Burslem, Staffordshire, elle est la plus jeune des sept enfants de ses parents. La famille possède une ferme et gère plusieurs établissements, dont une boulangerie, une épicerie et une boucherie. Enfant, Susie Cooper travaille dans la boulangerie et l'épicerie familiales. Dès son plus jeune âge, elle développe un intérêt pour le dessin et commence son éducation artistique en suivant des cours du soir à la Burslem School of Art en 1919-1920 à l'âge de seize ans. En 1922, elle rejoint l'entreprise de céramique A. E. Gray & Co. Ltd sur les conseils de son professeur Gordon Forsyth en partie pour lui permettre d'entrer au Royal College of Art. Susie Cooper espère travailler dans la mode et demande un apprentissage au Royal College of Art, mais à l'époque, la politique du collège est de n'accepter que les candidats qui travaillent déjà dans le secteur.

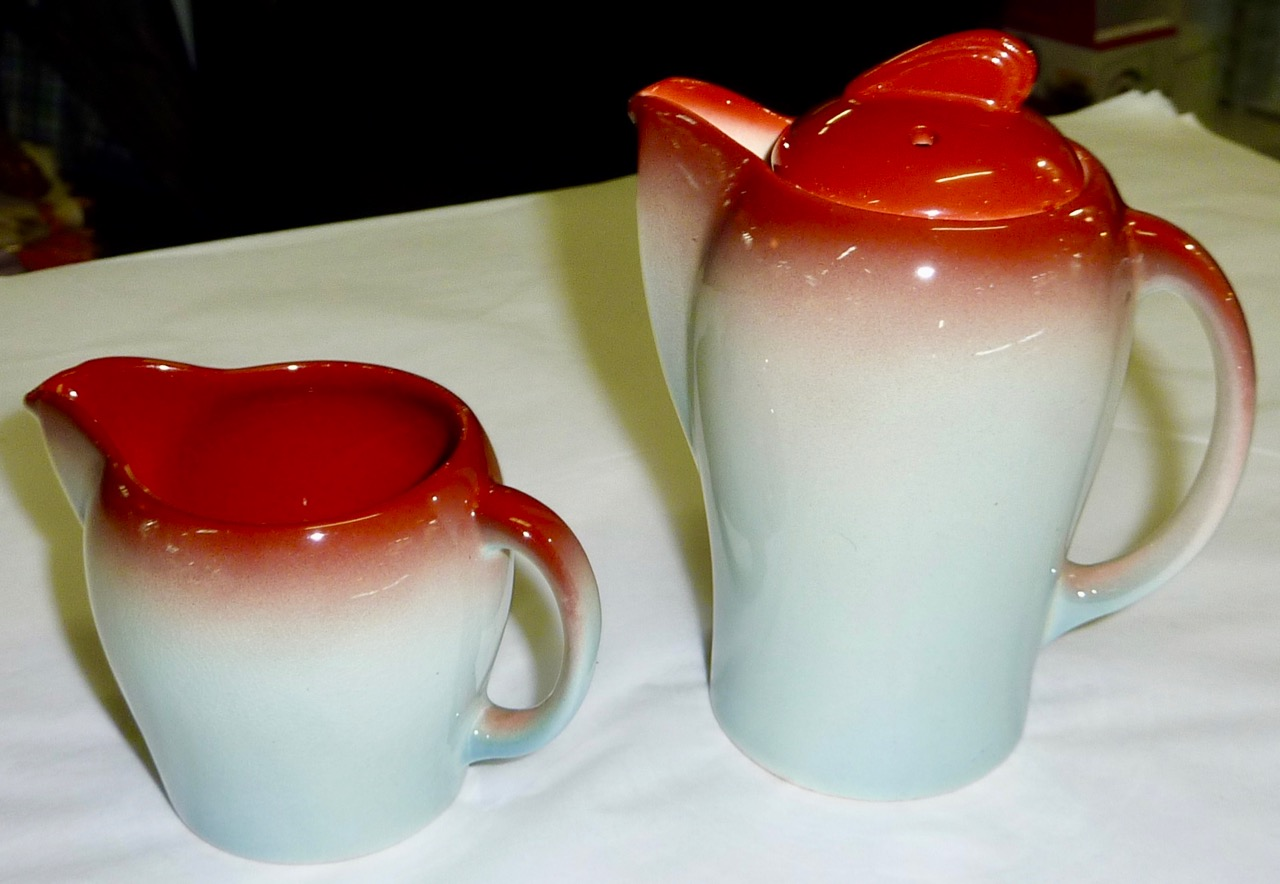
Pot à eau chaude et crémier Susie Cooper de la série Kestrel.

A. Edward Gray découvre rapidement ses talents de peintre et de designer, et bientôt elle produit des motifs floraux peints à la main. En 1923, A. E. Gray lance la gamme Gloria Lustre utilisant la technique de la céramique lustrée. En 1929, motivée par son désir de concevoir des formes en céramique en plus des décors, elle se sépare de Gray at avec l'aide de son beau-frère, Albert Beeson en tant que principal investisseur et directeur commercial, installe son atelier de poterie et sa boutique dans deux pièces de George Street Pottery à Tunstall pour créer sa propre entreprise, sous le nom de Susie Cooper Potteries. Cooper et Beeson doivent bientôt trouver un autre endroit car les propriétaires de George Street ont des difficultés financières et leurs créanciers ont été saisis. En mars 1930, la solution est de louer le Chelsea Works, un petit site de poterie appartenant à Doulton en Moorland Road à Burslem.

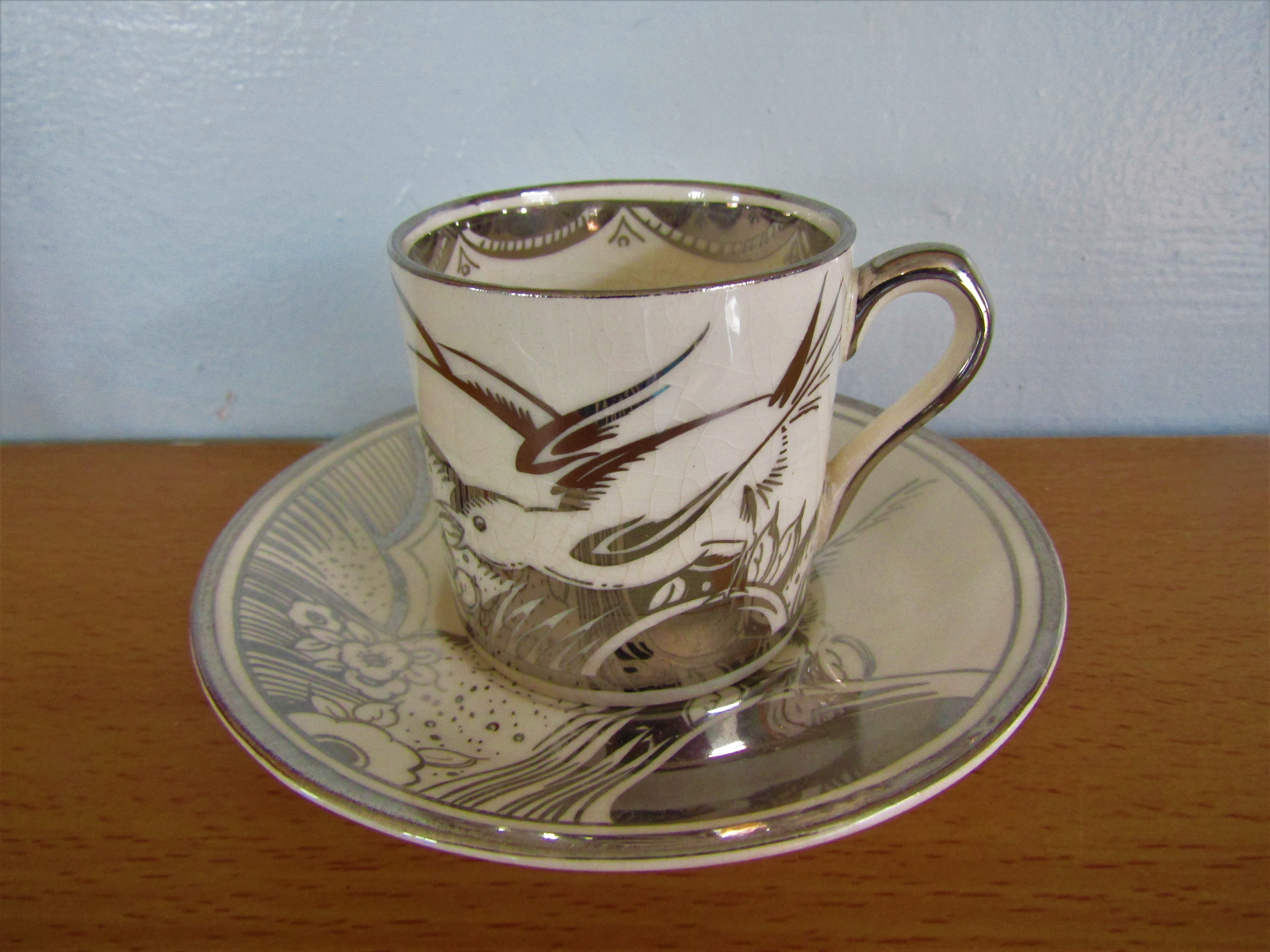
Tasse à café, lustre argenté, "Oiseau sur une brindille"

Pendant cette période, Cooper se procure des céramiques blanches pour la décoration auprès de Doulton et d'autres manufactures locales, et tous les motifs décoratifs sont enregistrés avec un numéro dans un livre appelé Description Book. Ces premiers motifs, très commercialisés, représentent un équilibre entre les motifs floraux et les motifs modernistes abstraits. Dans la première publicité de la marque apparu dans The Pottery Gazette de mars 1930, l'objectif est de combiner l'élégance et l'utilité dans les modèles simples présentés. Avec le succès de la nouvelle production au début des années trente, celle-ci a besoin de plus d'espace; Susie Cooper et une vingtaine d'ouvriers déménage à Crown Works, dans la rue Newcastle, qui était une aile de Wood & Sons, qui fournissait les céramiques blanches et donne la possibilité de créer ses propres modèles. À partir de ce moment, Susie a le contrôle total de l'image qu'elle veut promouvoir. L'un des premiers modèles abstraits est Galaxy. La nouvelle expansion commerciale est également célébrée par un nouveau cachet au dos des céramiques, l'image d'un cerf en équilibre entre grâce et dynamisme. Le bras droit de Cooper est Alice Hancock et une autre décoratrice Nora Dickinson.
En 1932, Susie Cooper participe à la British Industries Fair (en) en lançant la nouvelle forme Kestrel qui synthétise ses idées de style et de fonctionnalité. Le stend est très réussi, la reine Mary achète un service et la princesse royale la base d'une lampe avec une décoration de clown.
Cooper commence par fabriquer des pots avec des motifs dessinés et gravés de figures d'animaux et de plantes, le premier exemple s’appelant Acorn.
Pour réaliser cette technique, le dessin est d'abord réalisé sur papier et perforé sur les contours, puis transféré sur la forme du vase avec du charbon de bois. Une fois le motif transféré sur l'argile brute, le motif est sculpté à l'aide d'un instrument tranchant.
Au début des années 30, Cooper rejoint la Society of Industrial Artists, et participe aux nombreux débats organisés. Dans l'un de ces débats, tenu à Stoke-on-Trent, Cooper a le courage de défendre ses idées contre l'architecte moderniste Serge Chermayeff qui critiquait l'excès de décoration dans la production de poterie anglaise en faveur d'une vaisselle simple et sans ornement. C'est à cette même conférence que Cooper rencontre son futur mari, l'architecte Cecil Barker. En 1933, à l'occasion de la British Industries Fair, Susie Cooper présente la soupière Kestrel, dont le couvercle avec poignée permet non seulement de garder les aliments au chaud, mais aussi de le transformer en assiette lorsqu'on le retourne. Ses céramiques sont exportées au Canada et aux États-Unis et vendues dans les grands magasins comme John Lewis.

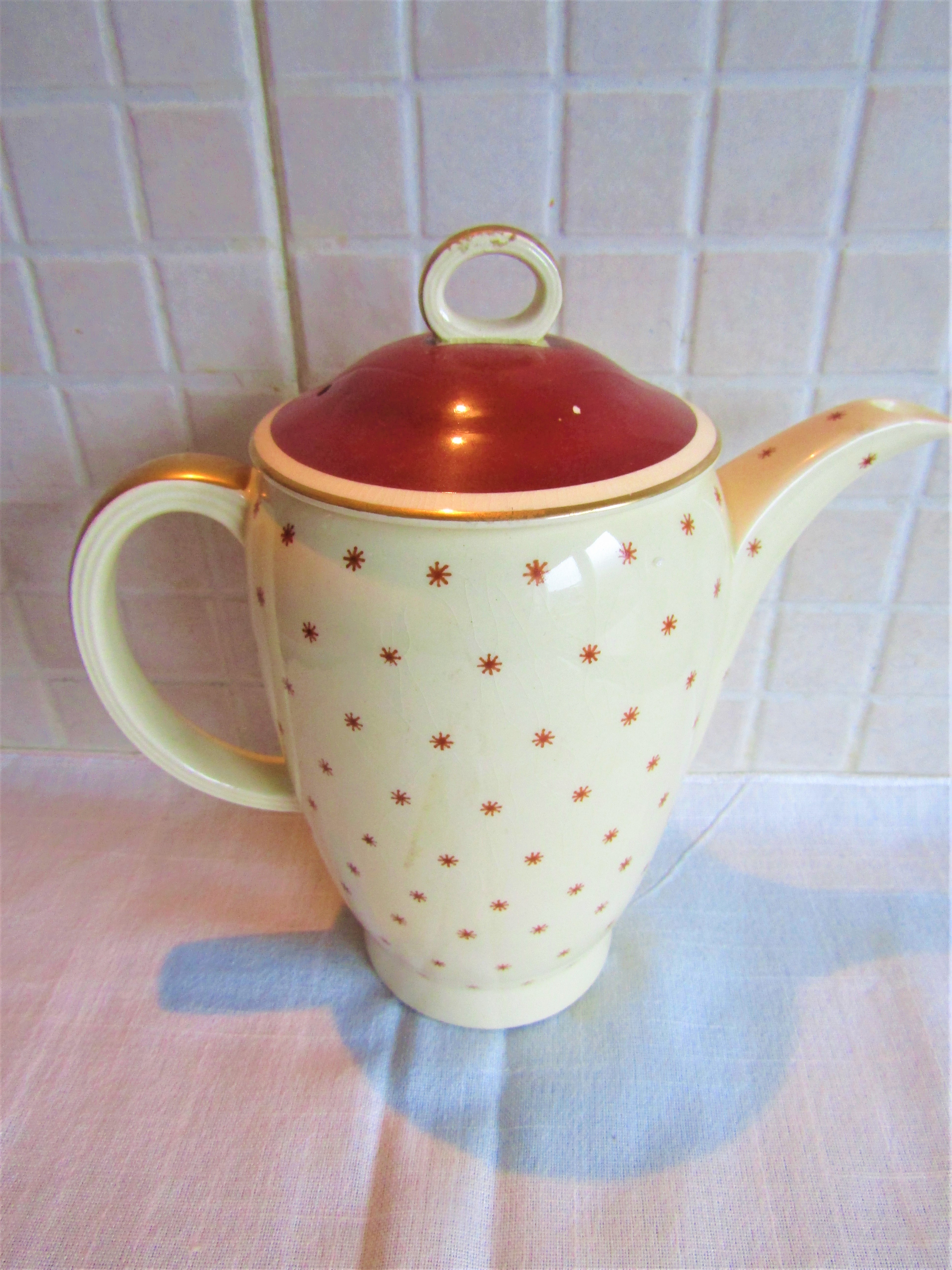
Cafetière Asterix dans la forme "Falcon"

Dans les mêmes années, Cooper présente la technique du pastel avec des motifs abstraits ou des feuilles, parmi eux Curly brown crayon et Pink hydrangea. L'expansion du marché nécessite l'utilisation d'une décoration imprimée, avec des lithographies. Dans ce cas, la Susie Cooper Production combine l'utilisation de lithographies pour les motifs et d'émail appliqué à la main, avec un résultat de grande qualité. Un autre motif très réussi et en même temps économique est celui des points « Polka Dot » utilisés pour former les décoratrices. Il existe en quatre variantes de couleurs: bleu, jaune, vert pomme et bordeaux. En 1936-38, la Susie Cooper Production présente également des motifs décoratifs pour les enfants: soldats de plomb, trains, bateaux, animaux. La manufacture produit les articles de service pour les lignes aériennes internationales (Imperial Airways) et la céramique pour le restaurant de la Chambre des Lords à Westminster.
En 1938, Cooper épouse l'architecte Cecil Barker.

## Les années de la Seconde Guerre mondiale
En 1939, Cooper pense à un nouveau projet de production de vêtements pour enfants et dessine plusieurs modèles que sa sœur Agnes aurait pu produire avec le soutien et l'intérêt de Harrods, mais le déclenchement de la Seconde Guerre mondiale l'oblige à mettre ce projet en veilleuse.
En 1940, Cooper est la première femme à recevoir le prix Royal Designer for Industry (R.D.I.) de la Royal Society of Arts.
En 1942, un incendie détruit les locaux de l'usine; les restrictions d'approvisionnement en matières premières et la pénurie de main-d'œuvre (de nombreux décorateurs travaillent dans des usines de munitions) obligent la manufacture à fermer pour le reste de la guerre.
En 1943, leur fils unique Tim est né. Son neveu Ted Beeson est tué au combat.
En mars 1945, la Susie Cooper Pottery rouvre ses portes.

## Les années 1950
Malgré les difficultés des années d'après-guerre, il y avait un grand optimisme et un désir de recommencer, le thème The Tree of Life, est un favori de ces années. Susie décide de produire elle-même les céramiques et, en juin 1950, achète la manufacture de porcelaine Jason China Co. Ltd. qui est appelée Susie Cooper China Ltd. La première gamme de produits en porcelaine fine est appelée Caille pour rappeler la délicatesse et la fragilité des œufs de cet oiseau. En 1950, elle est chargée de produire la porcelaine du Pavillon Royal de l'exposition du Festival Britannique.

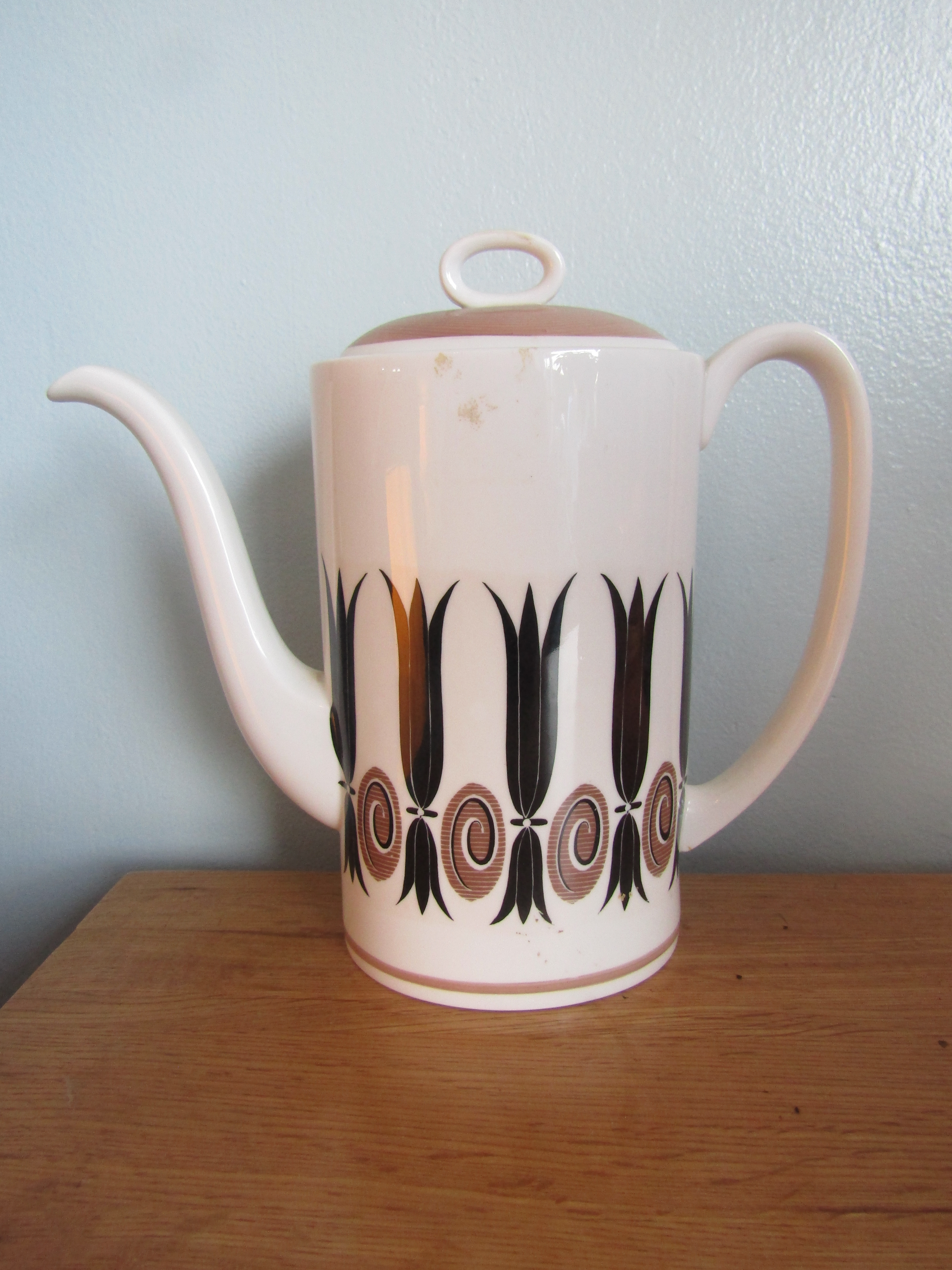
Cafetière pour Wedgwood avec motif "Corinthiam"

Les motifs décoratifs pour la porcelaine fine de ces années sont le Lion and Unicor, et Sea anemone. En mai 1951, Cooper est chargée de réaliser un service spécial en porcelaine pour l'inauguration de l'exposition de la Royal Society of Art. Depuis 1955, Cooper travaille sur de grandes pièces de porcelaine fine, les motifs de ces années sont élégants et classiques comme la Pomme d'or et le Corinthian.
En mars 1957, un gigantesque incendie détruit le Crown Works et l'entrepôt contenant de grandes quantités de marchandises a également endommagé. Néanmoins, Susie Cooper est déterminée à produire en porcelaine fine non seulement des services à thé et à café, mais aussi de la vaisselle plus abordable et de qualité. L'usine de porcelaine de la famille Plant dispose d'un four tunnel qui n'est pas entièrement utilisé près de l'usine de Cooper, ainsi, en décembre 1958, la société Susie Cooper s'associée à R.H. et S.L. Plant pour former le groupe Tuscan Holdings. La demande de faïence diminue lentement, tandis que la demande de porcelaine fine augmente, ce qui conduit à la fin de la  production pour la Susie Cooper Pottery en juillet 1964.

## Les dernières années, Wedgwood
En 1966, la Susie Cooper Ltd., qui faisait partie de Tuscan Holdings, est absorbée par le groupe Wedgwood. Même si Cooper aurait aimé rester indépendante, la fusion a eu le mérite de lui permettre de se concentrer sur la créativité sans se soucier des tâches de gestion. Des motifs préexistants sont conservés, ainsi que des formes à succès comme la boîte de conserve; des motifs célèbres comme le Corn Poppy et des décorations inspirées de la Perse, de la Chine et de l'Égypte ancienne datent également de cette période.
En 1979, Wedgwood soutient une rétrospective de son œuvre chez Sanderson's à Londres. L'année suivante, elle reçoit  l'Ordre de l'Empire britannique OBE. La reconnaissance de son travail s'accompagne également de l'intérêt des collectionneurs. En 1980, également en raison de la récession, la Crown Works  ferme ses portes.
À l'âge de 80 ans, elle prend sa retraite pour vivre sur l'île de Man, où elle meurt en 1995. En 1987, le Victorian & Albert Museum lui a consacré une rétrospective, organisée par Ann Eatwell.
Susie Cooper reçoit un doctorat honorifique du Royal College of Art.